# Thecla furina
Thecla furina är en fjärilsart som beskrevs av Frederick DuCane Godman och Osbert Salvin 1887. Thecla furina ingår i släktet Thecla och familjen juvelvingar. Inga underarter finns listade i Catalogue of Life.